# فييلي إجليس
فييلي إجليس (بالفرنسية: Vieille-Église)‏ هي بلدية تقع في إقليم باد كاليه من منطقة نور با دو كاليه في شمال فرنسا. تبلغ مساحة هذه المدينة 21.12 (كم²)، وترتفع عن سطح البحر 8 م، يبلغ عدد سكانها 1241 نسمة حسب إحصاء المعهد الوطني للإحصاء والدراسات الاقتصادية سنة 2009 م. وترأس M. Dominique Pourre البلدية خلال فترة (2008-2014).